# Goubuli
Goubuli, també de vegades transcrit com Go Believe (xinès simplificat: 狗不理, pinyin: Gǒubùlǐ, literalment 'Els gossos no paren atenció'), és un restaurant i marca de baozi farcits originaris de Tianjin, Xina. Fundada el 1858, és una de les marques més antigues i establertes de la Xina. Tenen diversos establiments a Tianjin, on són un símbol local, així com arreu de la Xina. A partir de la dècada del 2020 abandonen el model de franquícia, per tal de mantindre la qualitat del producte a tots els restaurants.
Generalment, es consideren els baozi de Goubuli com un dels millors de tota Xina, així com també dels més cars. L'empresa té reconeixement de Zhonghua Laozihao.
Cada panellet de Goubuli té dihuit plecs, fet que és marca de la casa.

## Etimologia
Hi ha moltes explicacions per al nom Goubuli. La més comuna es refereix a un xicon pobre de Tianjin anomenat Gouzhai. Als 14 anys es va convertir en aprenent en una botiga d'alimentació. Més endavant, va obrir la seua pròpia botiga especialitzada en la venda de baozi farcits al vapor. El seu baozi era suposadament molt deliciós, i va guanyar una immensa popularitat en un curt període. Com a resultat, Gouzhai es va preocupar massa pel seu negoci com per conversar amb els seus clients; així que van començar a queixar-se: "Gouzhai no parla amb la gent" (que es tradueix en xinès com Goubuli).

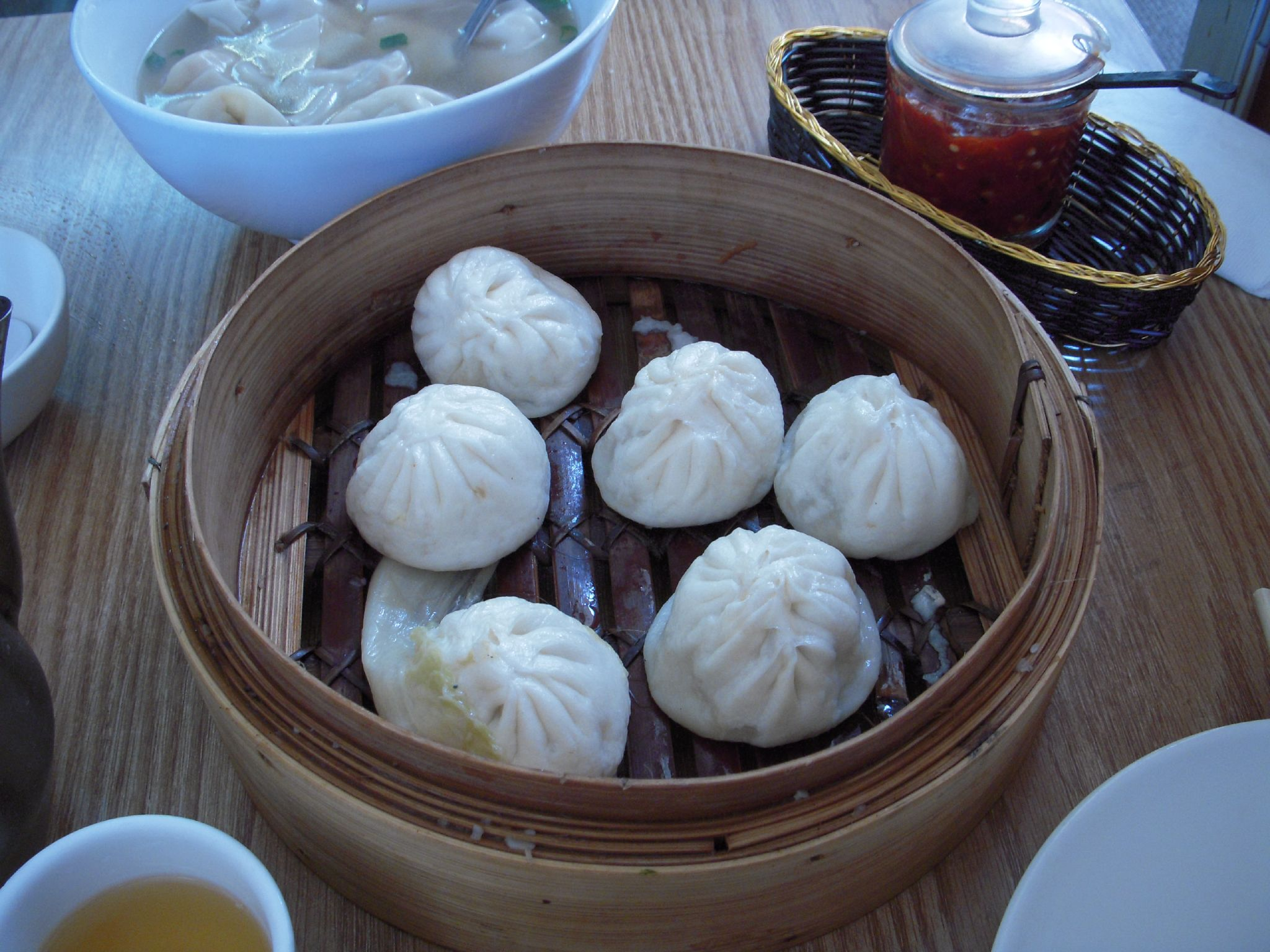
Baozi de Goubuli

En una altra història semblant, hi havia un xiquet anomenat Gao Guiyou que tenia una actitud terrible i podia ignorar la gent durant dies si estava enfadat. Així, sa mare el començà a anomenar Goubuli (el seu sobrenom "Gou" amb "Buli" que significa "ignorar"). Als 14 anys, Gou va ser enviat pel seu pare a Tianjin on va començar a treballar com aprenent en una botiga d'aliments i, una vegada apresa la tècnica, va muntar la seua pròpia botiga anomenada "Goubuli". Els panellets de Goubuli es feren populars entre els habitants de Tianjin.

## Traducció anglesa
El 2008, en previsió dels Jocs Olímpics d'estiu de 2008 que s'havien de celebrar a Pequín, Goubuli va decidir adoptar un nom anglès, "Go Believe", amb l'esperança d'un millor reconeixement del nom per part dels turistes estrangers. No obstant això, això el canvi va ser rebut amb fortes crítiques per part dels internautes xinesos.
A data de 2005, la marca és propietat de la companyia pharmaceutica Tong Ren Tang.

## Reconeixements
Els panets de Goubuli es trobaven entre els 396 aliments guardonats amb el títol de "Famous Chinese Snack" per l'Associació de Cuina de la Xina el 1997.

## Galeria

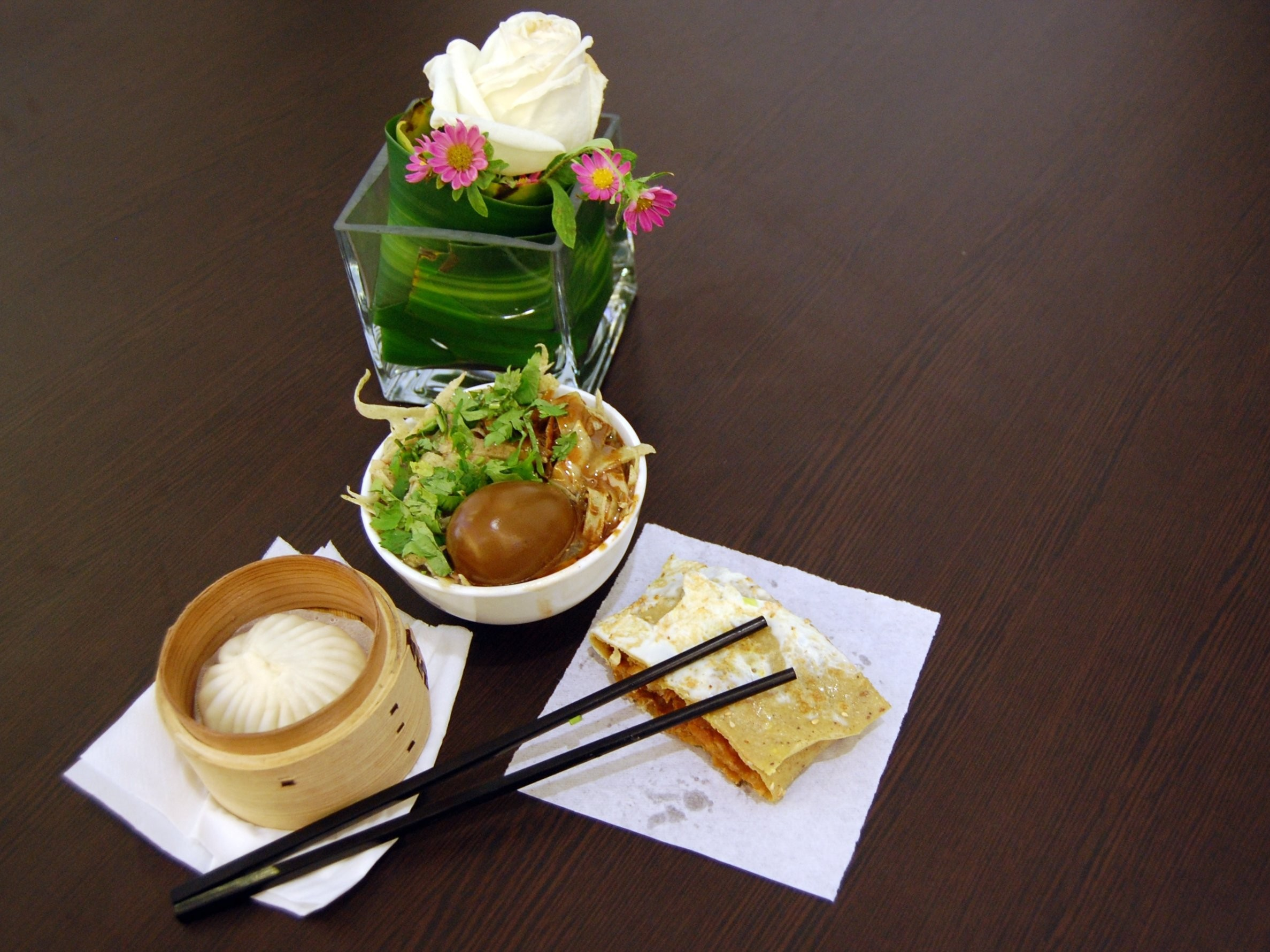
Dinar tradicional de Tanjin amb un baozi de Goubuli.
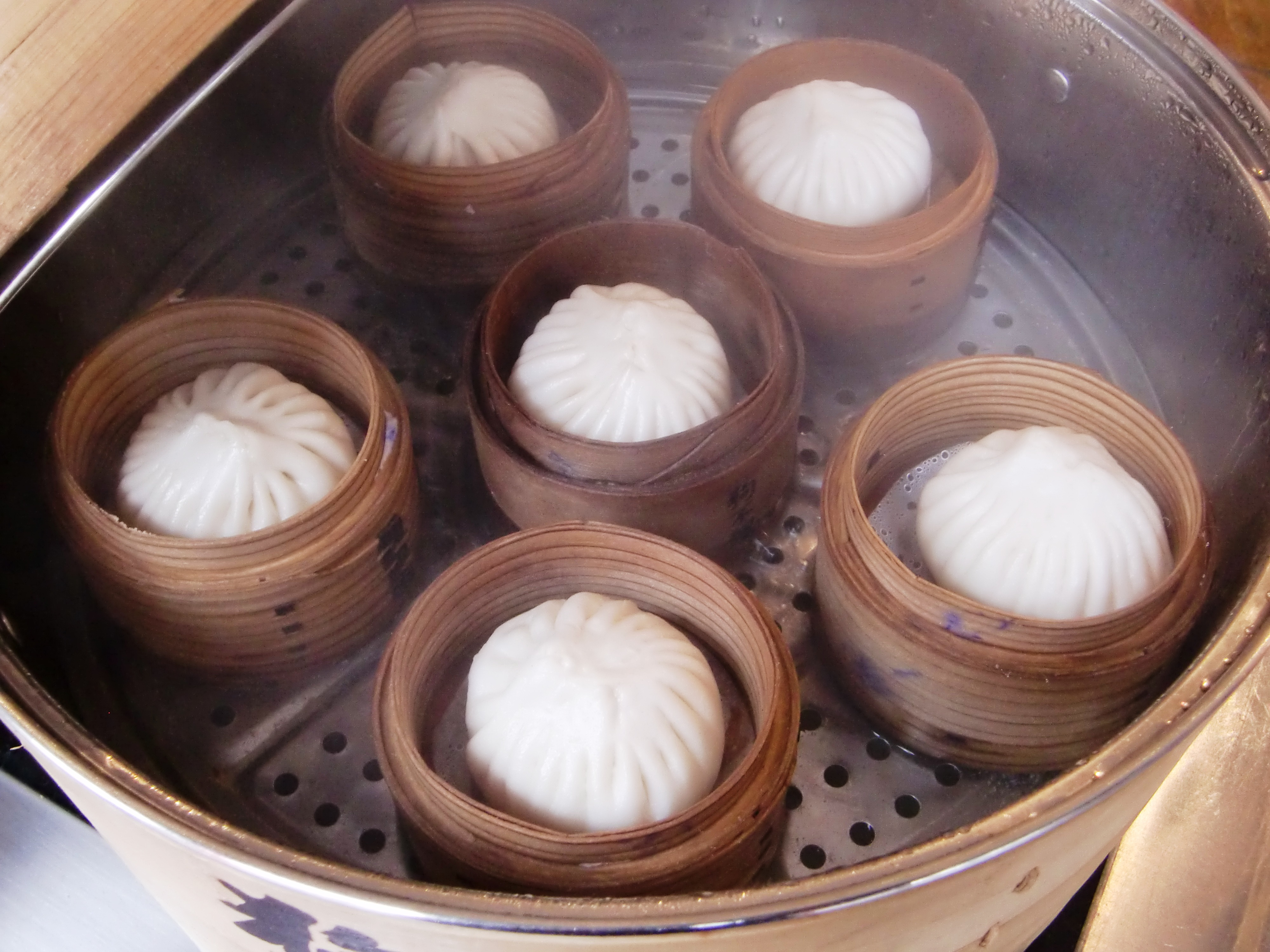
Baozi de Goubuli en la cuina.
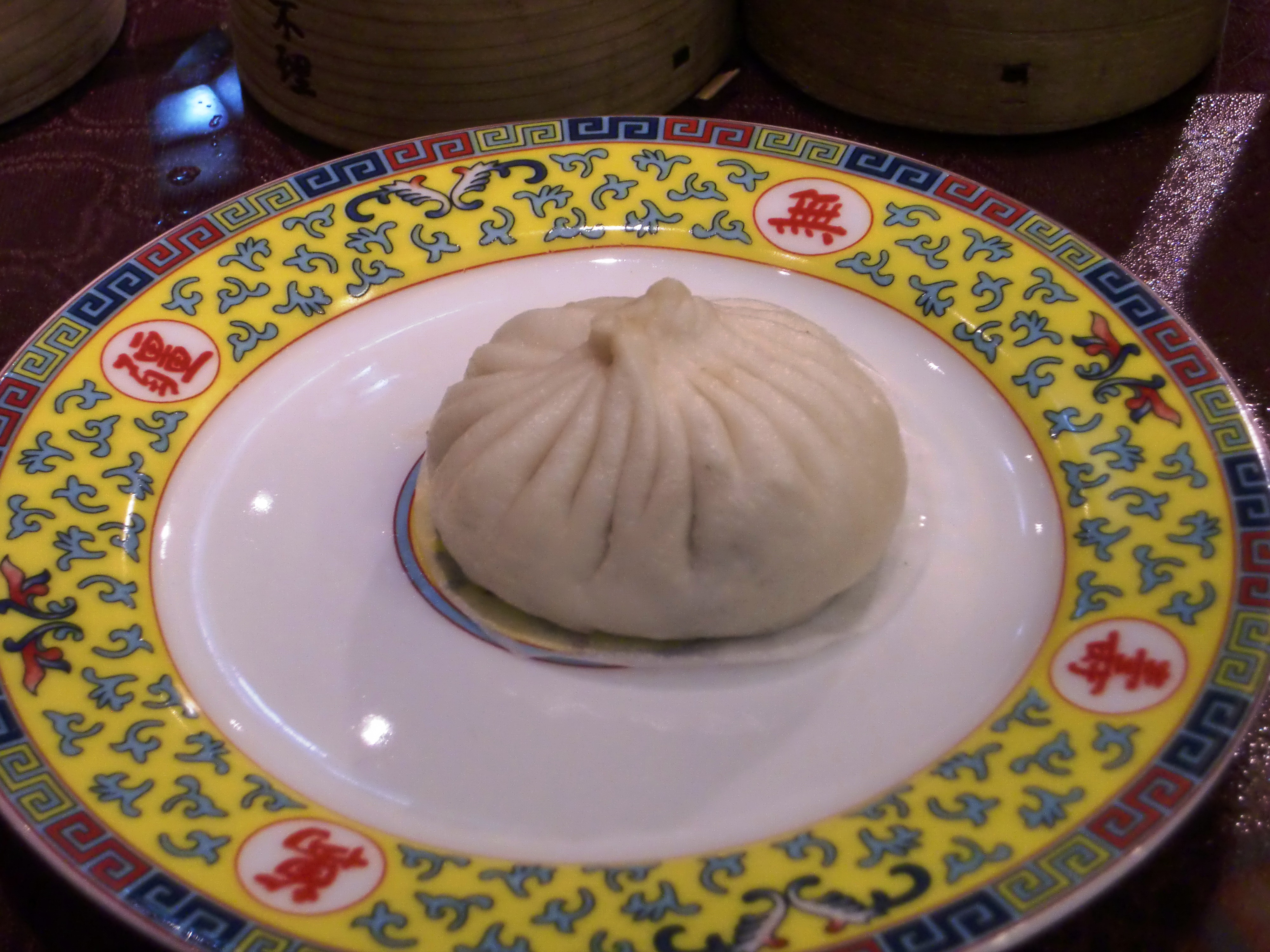
Baozi de Goubuli, emplatat per a ser menjat.
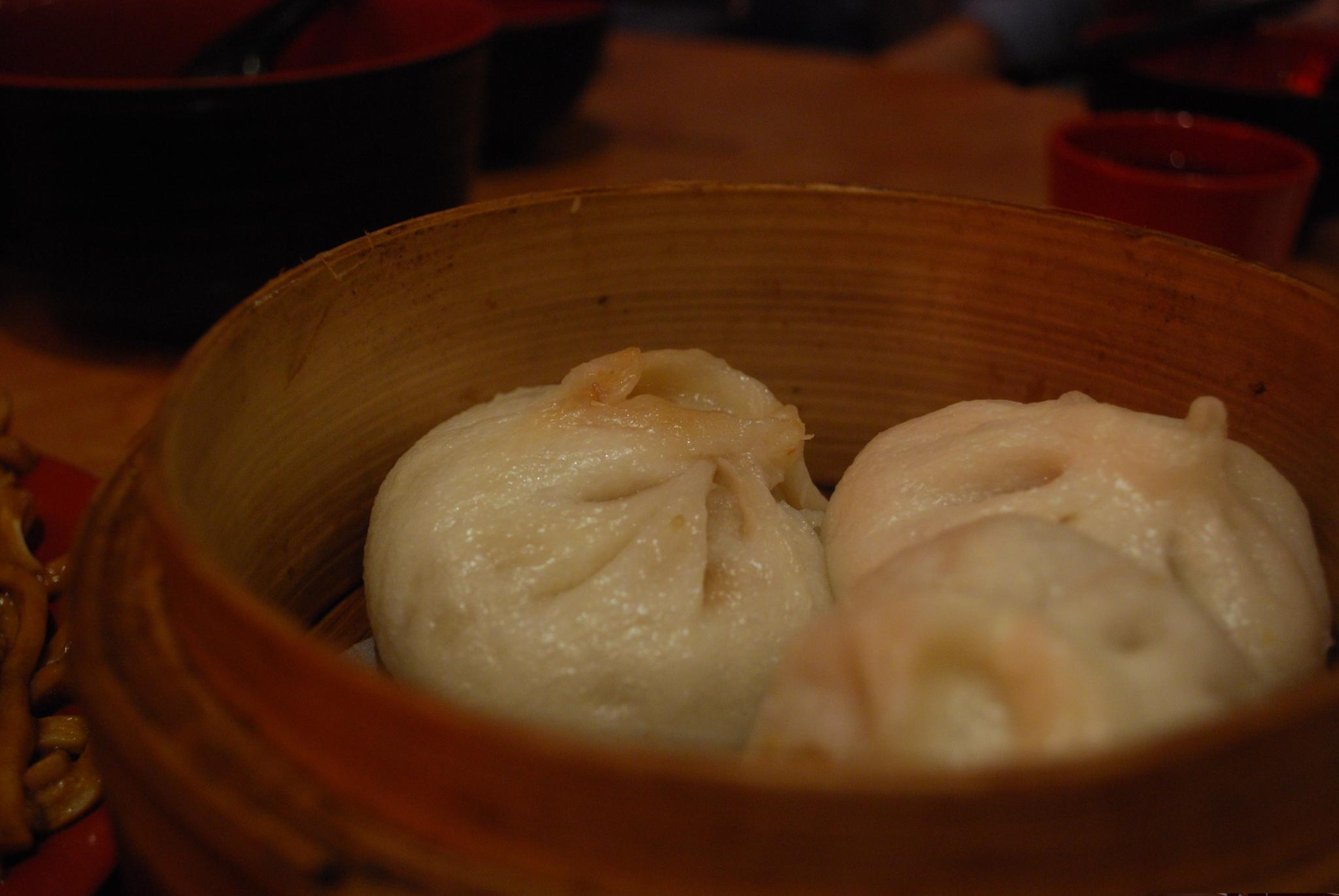
Baozi de Goubuli.